# Kamel Beldjoud
Kamel Beldjoud, né en 1957 à Alger, est un homme politique algérien. 
Il est ministre de l'Habitat, de l'Urbanisme et de la Ville du 31 mars au 4 janvier 2020, ministre de l'Intérieur, des Collectivités locales et de l'Aménagement du territoire du 19 décembre 2019 au 8 septembre 2022. Il est, de septembre 2022 à mars 2023, le ministre des Transports algérien.

## Biographie
Kamel Beldjoud a occupé plusieurs postes dans les institutions de l'État depuis 1982. Il est ensuite wali délégué à Chéraga jusqu'en 2015 puis à Zéralda de 2015 à 2016. Il est ensuite secrétaire général du ministère de l'Habitat de 2016 à 2019, ministre de l'Habitat en 2019, ministre de l'Intérieur du 19 décembre 2019 au 8 septembre 2022.
En mars 2020, accusant un pays arabe, un pays européen et Israël, il déclare au sujet du Hirak : « il existe encore des éléments qui veulent détruire ce à quoi est parvenu le Hirak populaire et sortent les mardi et vendredi avec les manifestants œuvrant pour l’escalade ». Il ajoute que « Certains éléments travaillent toujours et veulent détruire ce que le mouvement populaire a réalisé. Ils sortent le vendredi et mardi et aujourd’hui ils parlent d’autres jours. Ces gens ont des intentions et visent à détruire le pays afin de revenir aux années passées et de mettre le pays en difficulté ».
Son bilan et sa gestion des incendies de 2020 et 2022 sont critiqués par de nombreux observateurs. Et le 8 septembre 2022, lors d'un remaniement partiel du gouvernement, il est nommé par le président Abdelmadjid Tebboune, au ministère des Transports et laisse son poste de ministre de l’Intérieur à Brahim Merad.